# Sindangmukti (Kutawaluya)
Sindangmukti is een bestuurslaag in het regentschap Karawang van de provincie West-Java, Indonesië. Sindangmukti telt 3730 inwoners (volkstelling 2010).